# Søn (dokumentarfilm)
|  | Denne artikel er oprettet af botten Steenthbot ud fra en ekstern database. Den kan derfor have sproglige fejl eller mangler. Denne skabelon kan fjernes efter kontrol af indholdet. |

 For alternative betydninger, se Søn (flertydig). (Se også artikler, som begynder med Søn)
Søn er en dansk dokumentarfilm fra 2001 instrueret af Jeppe Rønde efter eget manuskript.

## Handling
Min far døde, da jeg var 7 år. Jeg boede alene med ham. Han var alkoholiker, og jeg kan huske, at jeg nogle gange fandt ham, når han var helt væk og troede han var død. Efter hans død fortalte min familie mig, at det nok var godt, at han var død - men hvordan kan man sige det til en søn? Nu, 20 år efter rejser jeg tilbage til familien for at finde ud af hvorfor.